# Орден Ослобођења (Шпанска република)
Орден Ослобођења је одликовање Шпанске републике у изгнанству које је установила Влада 1947. као признање онима који су током грађанског рата подржали институције Шпанске републике.

## Историјат
Орден је основала влада Шпанске републике у изгнанству, у Паризу, 3. септембра 1947. године. Намјењен је награђивању шпанских и иностраних грађана који су учествовали или на други начин непосредно подржали шпанске републиканске институције током грађанског рата 1936–1939. Аспиранти су морали сами поднијети захтјев за додјелу ордена. Странци подносе изјаву да признају републиканску владу и да ће бранити и заступати њена права. Ратни инвалиди по праву стичу орден 1. степена ако су били генерали, 2. степена ако су били официри, и 3. степена ако су били војници.
Орден је организован у три степена, са афилираном једностепеном медаљом: Пуни члан Ордена (Maestrante), Командир (Comendador) и Витез (Caballero).

## Опис ордена
У центру аверса је позлаћени кружни медаљон са рељефним грбом Шпанске Републике окружен црвено емајлираним прстеном са натписом REPUBLICA ESPAÑOLA (Шпанска Република), док је реверсу у позлаћеном медаљону представа четири (две и две) емајлиране заставе Шпанске Републике, а натпис у прстену гласи PATRIA – LIBERTAD – REPUBLICA (Отаџбина – Слобода – Република). Орденски знак се носи о 36 mm широкој траци у бојама републиканске заставе (црвено-жуто-љубичасто) са розетом, на левој страни груди.

## Одликовани Срби
- Константин Поповић